# راجا بوراف
راجا بوراف مواليد 7 ديسمبر 1985 في الهند، هو لاعب كرة مضرب هندي يلعب باليد اليمنى ويحتل حالياً المرتبة رقم. 1429 (15 فبراير 2016) في تصنيف رابطة محترفي كرة المضرب. أعلى تصنيف له في الفردي كان المركز الـ 813 في سنة 2007.

## روابط خارجية
- راجا بوراف على موقع رابطة محترفي التنس (الإنجليزية)
- راجا بوراف على موقع الاتحاد الدولي لكرة المضرب (الإنجليزية)
- راجا بوراف على موقع كأس ديفيز (الإنجليزية)
- راجا بوراف على موقع خلاصة التنس.كوم (الإنجليزية)
- راجا بوراف على موقع إي إس بي إن.كوم (الإنجليزية)